# Silversidefiskar
Silversidefiskar, Atherinidae, även kallade silversidor, är en familj av fiskar i ordningen silversidartade fiskar, som alla kännetecknas av att de har ett brett, silverfärgat band längs kroppssidan. De har två ryggfenor på stort avstånd från varandra, av vilka den främre har taggstrålar. Familjen omfattar ungefär 25 släkten och 165 arter. De förekommer i både salt, bräckt och sött vatten, och i både tempererade och tropiska områden.

## Underfamiljer och släkten (ej fullständig)
- Underfamilj Atherininae[5]:
  - Atherina (Linné, 1758)  
    - Prästfisk, A. presbyter
    - Liten silversida (Atherina boyeri)

  - Atherinason (Whitley, 1934)
  - Atherinosoma (Castelnau, 1872)
  - Kestratherina (Pavlov, Ivantsoff, Last & Crowley, 1988)
  - Leptatherina (Pavlov, Ivantsoff, Last & Crowley, 1988)
- Underfamilj Atherinomorinae[6]:
  - Alepidomus (Hubbs, 1944)
  - Atherinomorus (Fowler, 1903)
  - Hypoatherina (Schultz, 1948)
  - Stenatherina (Schultz, 1948)
  - Teramulus (Smith, 1965)
- Underfamilj Craterocephalinae[7]:
  - Craterocephalus (McCulloch, 1912)

## Akvariefisk

### Ideal miljö
Denna familj omfattar bara ett fåtal sötvattenfiskar. De är utpräglade stimfiskar och trivs bäst i större akvarier med väl tilltaget simutrymme och hårt, neutralt vatten.

### Odling
Ingendera av arterna är svår att odla om man bara tar hänsyn till att fiskarna kan vara besvärliga och ta äggen. Ynglen är ganska stora och kan från början ta nykläckta Artemia.